# Supermini

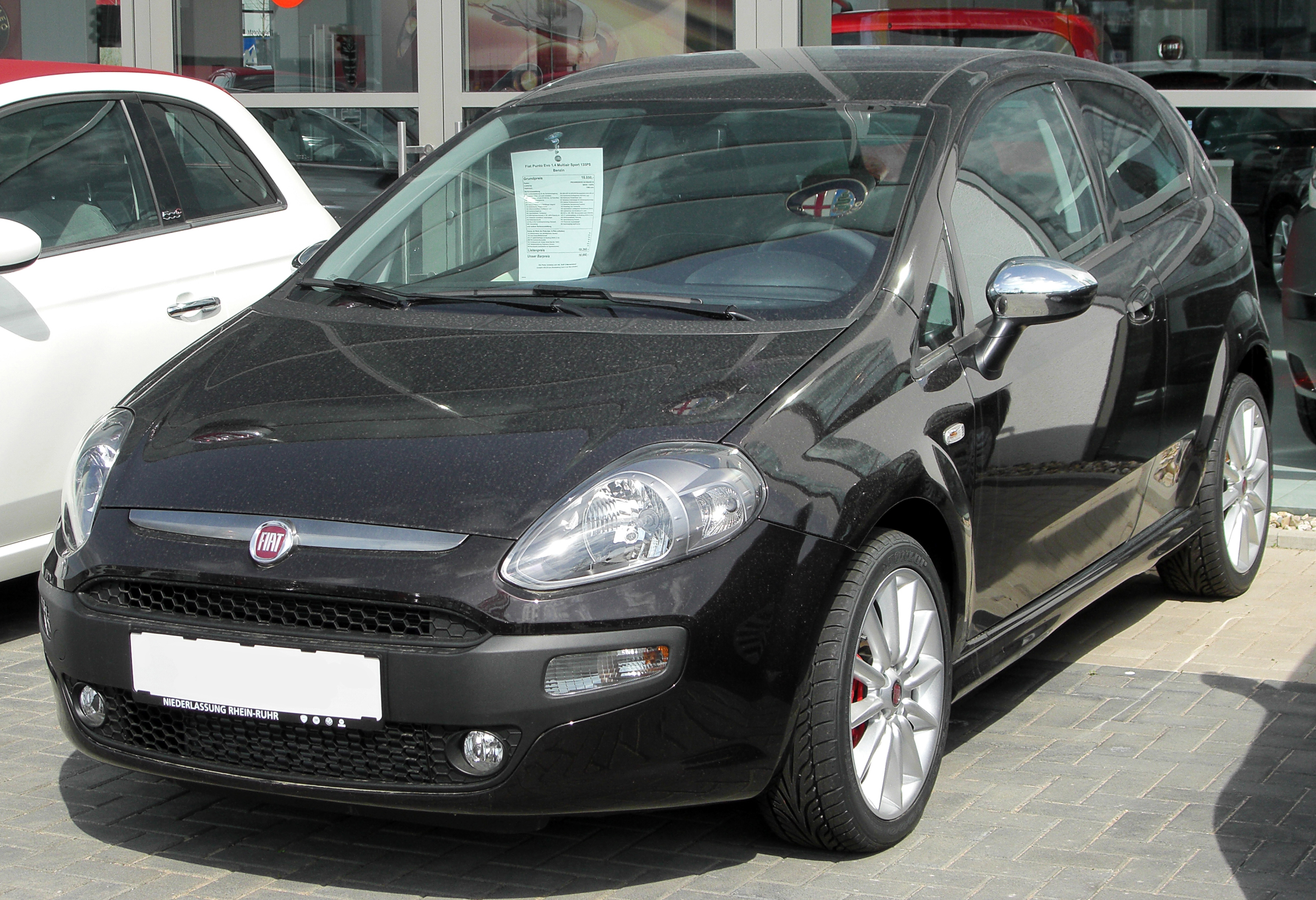
Com seus 4m de comprimento, o Fiat Punto é um exemplo de supermini.

Supermini é uma classe de automóveis que são maiores do que os city cars porém menores do que os compactos. Geralmente, a carroceria padrão desse tipo de veículo é a hatchback.
São representados pelo segmento B.